# Letters from the Fire
Letters from the Fire es una banda estadounidense de hard rock de San Francisco (California) fundada en 2012.

## Miembros
- Alexa Kabazie – vocales (2015–2017)
- Nina Bergman - vocales (2017-presente)
- Mike Keller – guitarra (2012–presente)
- Cameron Stucky – guitarra (2012–presente)
- Clayton Wages – bajo (2012–presente)
- Brian Sumwalt – batería[3] (2016–presente)
- Stech Spirit (en prueba no oficial)

## Discografía

### Álbumes del estudio
| Detalles                                                                         | Posiciones | Posiciones     |
| Detalles                                                                         | EEUU Heat  | EEUU Hard Rock |
| -------------------------------------------------------------------------------- | ---------- | -------------- |
| Worth the Pain - Publicación: 9 de septiembre de 2017 - Sello: Sand Hill Records | 18         | 18             |

### EP
- Rebirth (2012)[7][2]
- Letters from the Fire (2014)[8]

### Sencillos
| Título               | A~o  | Posiciones    | Posiciones     | Álbum                 |
| Título               | A~o  | US Main. Rock | US Active Rock | Álbum                 |
| -------------------- | ---- | ------------- | -------------- | --------------------- |
| "Eleanor Rigby"      | 2014 | —             | —              | Letters from the Fire |
| "Zombies in the Sun" | 2014 | —             | —              | Letters from the Fire |
| "Give In to Me"      | 2016 | 33            | —              | Worth the Pain        |
| "Worth the Pain"     | 2016 | 24            | 23             | Worth the Pain        |

### Vídeos de música
- "Zombies in the Sun"[13]
- "Give In to Me"[11][14]
- "Control"[1]
- "Worth the Pain"[12][15]
- "At War"[16]